# Indice d'isolation K

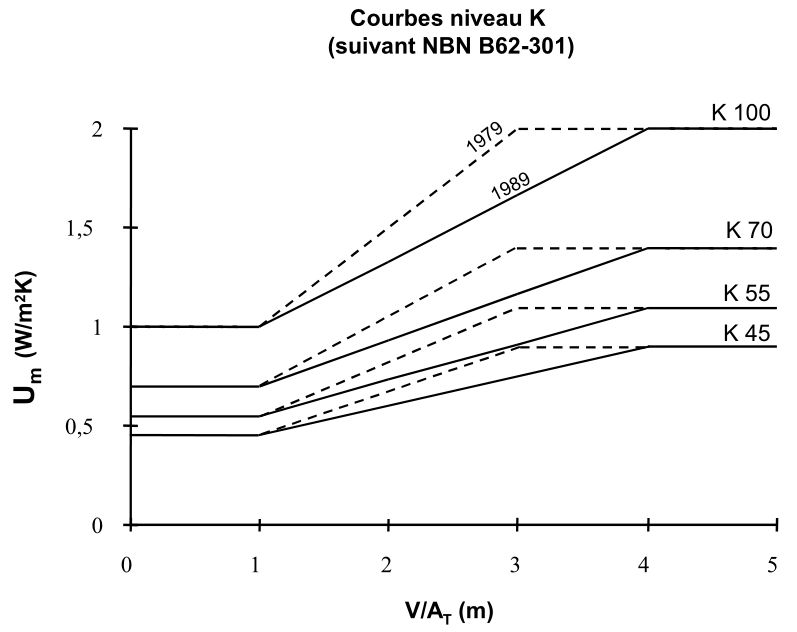

En Belgique, l’isolation des bâtiments doit répondre à un indice officiel K.
Depuis 1979, il y a eu successivement K100, K70, K55 et K45. Le coefficient K n'a pas d'unité. Il s'agit d'une courbe à ne pas dépasser. Cette courbe tient compte de la compacité du bâtiment, et de l'isolation moyenne de l'enveloppe du bâtiment.
La compacité est donnée par (Volume du bâtiment) / (Surface externe du bâtiment) et est donc exprimée en m.
Désormais, la réglementation sur la Performance énergétique des bâtiments (P.E.B.) impose des exigences beaucoup plus complètes. L’enveloppe du bâtiment, ses équipements et les vecteurs énergétiques utilisés sont maintenant évalués.